# Benjamin D. Nabers
Benjamin Duke Nabers (* 7. November 1812 in Franklin, Tennessee; † 6. September 1878 in Holly Springs, Mississippi) war ein US-amerikanischer Politiker. Zwischen 1851 und 1853 vertrat er den ersten Wahlbezirk des Bundesstaates Mississippi im US-Repräsentantenhaus.

## Werdegang
Benjamin Nabers besuchte die öffentlichen Schulen seiner Heimat. Später zog er nach Hickory Flat in Mississippi. Dort arbeitete er als Kommissionshändler. Außerdem hatte er einige lokale Ämter inne. Als Kandidat der Unionisten, die sich im Vorfeld des Bürgerkrieges gegen die Spaltung der Nation einsetzten, wurde er 1850 in das US-Repräsentantenhaus in Washington, D.C. gewählt, wo er am 4. März 1851 die Nachfolge von Jacob Thompson antrat. Da er bei den folgenden Wahlen nicht bestätigt wurde, konnte Nabers bis zum 3. März 1853 nur eine Legislaturperiode im Kongress absolvieren.
Nach seiner Zeit im Kongress zog er nach Memphis in Tennessee. Nach einem Jurastudium begann er ab 1860 in dieser Stadt in seinem neuen Beruf zu praktizieren. Bei den Präsidentschaftswahlen des Jahres 1860 war er einer der Wahlmänner von John Bell, der aber Abraham Lincoln unterlag. Noch im Jahr 1860 kehrte er nach Mississippi zurück, wo er sich in Holly Springs niederließ. Zwischen 1870 und 1874 war er am Kanzleigericht im Marshall County angestellt. Außerdem war er zwei Jahre lang Mitglied im Kontrollrat der staatlichen Strafanstalt in Jackson. Benjamin Nabers starb im September 1878 in Holly Springs und wurde dort auch beigesetzt.